# Гражданская война в Джибути
Гражданская война в Джибути — вооружённый конфликт между правительством Джибути и повстанческой группировкой Фронт за восстановления единства и демократии (фр. Front pour la Restoration de l'Unité et de la Démocratie, FRUD), представлявшей интересы этноса афар. 
Правительство Джибути, сформированное Народным объединением во имя прогресса (фр. Rassemblement populaire pour le Progrès, RPP), в основном, представляло интересы этноса исса — части сомалийского племени Дир. 
Межэтнический конфликт уходит корнями во времена обретения Джибути независимости (1977 год), когда исса оттеснили афар от власти.

## История
Война разразилась в ноябре 1991 года, когда боевики афар захватили все армейские посты на севере страны (на их землях) и осадили города Таджура и Обок. На протяжении всей войны бои шли, в основном, на севере Джибути, за исключением инцидента в столице, когда 18 декабря 1991 правительственные войска вошли в район Архиба, населённый афар, и открыли огонь по толпам жителей. При этом погибло не менее 59 человек. 
В феврале 1992 года в страну прибыли французские войска. Они выступили на стороне правительства, высадившись на севере и оказывая помощь правительственной армии. Одновременно Франция попыталась выступить посредником между правительством и повстанцами, но все попытки организации таких переговоров (ноябрь 1992 года, май 1993 года) провалились.
5 июля 1993 года правительственные войска перешли в наступление, захватив большую часть удерживавшейся повстанцами территории. Эти бои привели к наплыву беженцев в соседнюю Эфиопию.
 
26 декабря 1994 года умеренная фракция FRUD подписала мирное соглашение с правительством и война, в основном, завершилась. Но фракция радикалов продолжала вооружённое сопротивление до 2001 года.